# Dillenia retusa
Dillenia retusa är en tvåhjärtbladig växtart som beskrevs av Carl Peter Thunberg. Dillenia retusa ingår i släktet Dillenia och familjen Dilleniaceae. Inga underarter finns listade i Catalogue of Life.